# Lista över världsrekord i friidrott satta 2013
Det här är en lista över världsrekord i friidrott satta 2013.

## Inomhus
| Idrottare     | Land | Gren             | Rekord | Tävling                         | Plats       | Datum       | Gällde till |
| ------------- | ---- | ---------------- | ------ | ------------------------------- | ----------- | ----------- | ----------- |
| Jennifer Suhr | USA  | Stavhopp kvinnor | 5,02   | Amerikanska inomhusmästerskapen | Albuquerque | 2 mars 2013 | gäller 2022 |

## Utomhus
| Idrottare                | Land  | Gren        | Rekord  | Tävling         | Plats  | Datum             | Gällde till       |
| ------------------------ | ----- | ----------- | ------- | --------------- | ------ | ----------------- | ----------------- |
| Wilson Kipsang Kiprotich | Kenya | Maraton män | 2:03.23 | Berlin Marathon | Berlin | 29 september 2013 | 28 september 2014 |

## U20-rekord
| Idrottare  | Land        | Gren               | Rekord | Tävling                                  | Plats    | Datum           | Gällde till |
| ---------- | ----------- | ------------------ | ------ | ---------------------------------------- | -------- | --------------- | ----------- |
| Jacko Gill | Nya Zeeland | Kulstötning pojkar | 23,00  | Auckland Mid Winter Shot Put Competition | Auckland | 18 augusti 2013 | gäller 2022 |

## U20-inomhusrekord
| Idrottare       | Land     | Gren          | Rekord  | Tävling                       | Plats  | Datum           | Gällde till |
| --------------- | -------- | ------------- | ------- | ----------------------------- | ------ | --------------- | ----------- |
| Hagos Gebrhiwet | Etiopien | 3 000m pojkar | 7.32,87 | New Balance Indoor Grand Prix | Boston | 2 februari 2013 | gäller 2022 |